# Ocean Drive
Ocean Drive è una strada della città statunitense di Miami Beach, Florida.
È una via di South Beach, la parte sud di Miami Beach, si affaccia sull'Oceano Atlantico dal quale è divisa da una spiaggia, una striscia di verde con le palme, un largo marciapiede e una strada. È conosciuta per i suoi hotel ispirati all'Art déco, infatti è una delle vie più rappresentative dell'Art Deco District, dove diversi palazzi sono tutelati.
Fra i tanti palazzi è nota la casa di Gianni Versace (Versace Mansion), dove lo stilista aveva eletto la sua residenza, che aggiunge una nota di sapore mediterraneo. Si tratta di un antico convento spagnolo restaurato, al quale Versace aveva aggiunto un giardino con piscina, ricavati nell'area di sedime di un vecchio hotel demolito.

Nella parte nuova della via ci sono diversi palazzi multipiano, degli anni novanta, fra i quali il palazzo al numero 1500 Ocean Drive progettato nel 1993 dall'architetto Michael Graves.

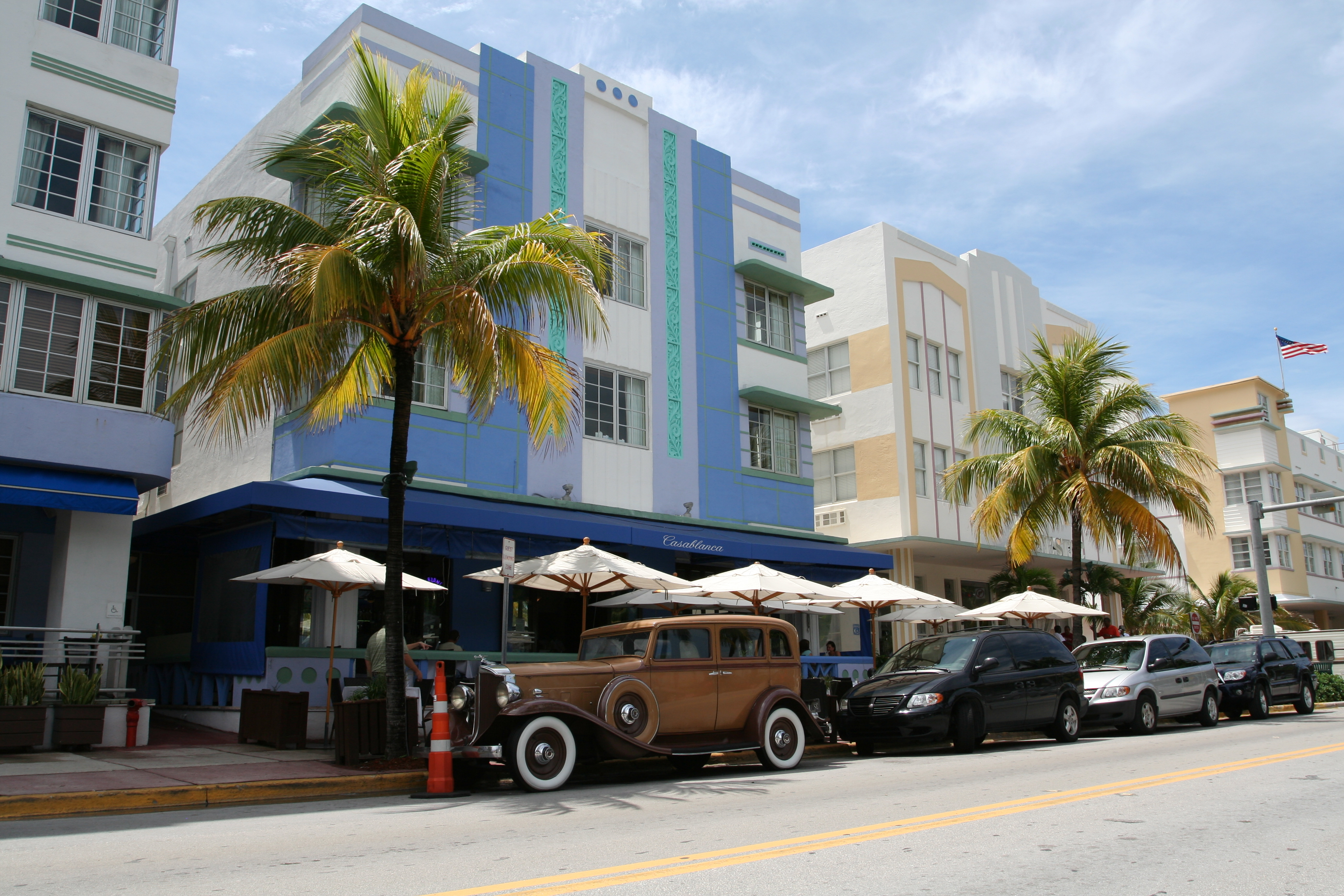
Ocean Drive con i suoi palazzi déco

La via è molto vissuta sia di giorno, quando la spiaggia ed il marciapiede si popolano di gente, che di notte quando si colora con le luci poste nei tanti locali, compresi ristoranti e bar che animano le interminabili notti di Miami Beach.

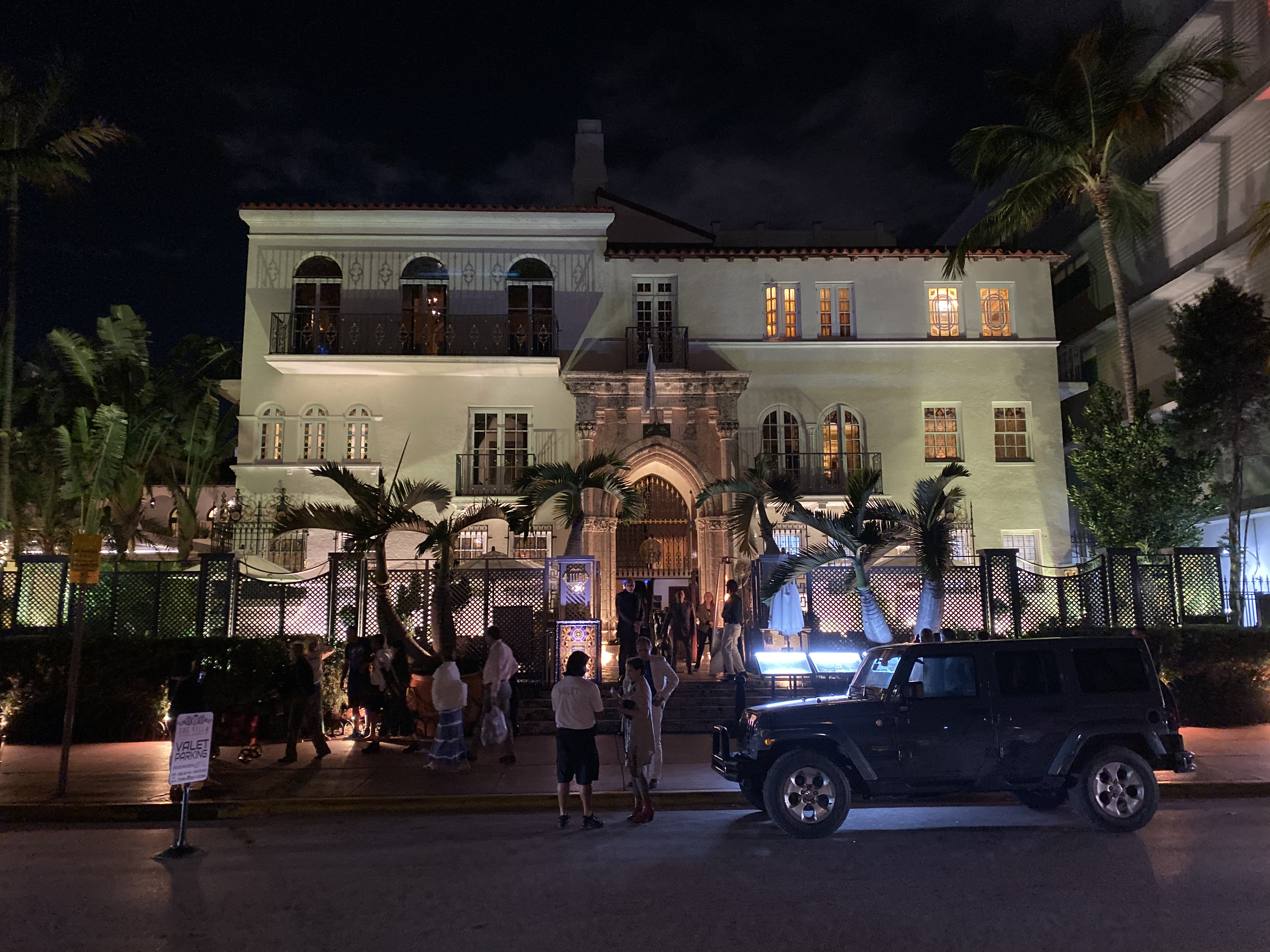
La casa di Gianni Versace

Presso Ocean Drive sono state ambientate alcune scene del film Scarface, a cui si ispirano alcuni particolari del gioco Grand Theft Auto: Vice City ambientato nella Miami degli anni ottanta.